# Арлекін Буланже
Арлекін Буланже (Atelopus boulengeri) — вид земноводних родини Ропухові (Bufonidae). Це ендемічний вид для вологих гірських лісів на півдні Еквадору. Ніхто не бачив цих тварин з 1984 року, але регіон, де вони проживали недостатньо дослідженний, так що вони все ще можуть вижити.

## Опис
Розміри тіла сягають 2,5 см.
Контрастний чорно-помаранчевий візерунок попереджає хижаків про отруйний шкірний секрет амфібії. Цей вид зустрічається нечасто, активний вдень, тримається переважно на землі, а ночами може відсиджуватися на гілках чагарників.

## Розмноження
Розмноження вивчено недостатньо. Вважається, що самиця відкладає ікринки в струмках під камінням. Ймовірно, рот пуголовків перетворений на присоску, що дозволяє їм прикріплятися до каменистого дну і утримуватися на місці, незважаючи на швидку течію.